# Tuberta
Tuberta es un género de arañas araneomorfas de la familia Hahniidae. Se encuentra en Europa.

## Lista de especies
Según The World Spider Catalog 12.0:
- Tuberta maerens (O. Pickard -Cambridge, 1863)
- Tuberta mirabilis (Thorell, 1871)